# Englmannsbrunn (Waldmünchen)
Englmannsbrunn ist ein Ortsteil der Stadt Waldmünchen im Landkreis Cham des Regierungsbezirks Oberpfalz im Freistaat Bayern.

## Geografie
Englmannsbrunn liegt auf dem Westhang des 652 Meter hohen Engelberges, 1,5 Kilometer nordwestlich der Staatsstraße 2146, 3 Kilometer südwestlich von Waldmünchen und 6,4 Kilometer südwestlich der tschechischen Grenze.

## Geschichte
Englmannsbrunn (auch: Engelmarsprunn, Engelmansbrun, Engelmannßbrunn, Englmansprun, Englmansbrunn) wurde bereits im Herzogsurbar des Wittelsbacher Heinrich XIII. aus dem Jahr 1301 erwähnt.
1563 hatte Englmannsbrunn 5 Mannschaften. 1588 gab es in Englmannsbrunn 2 Höfe, 3 Güter, 1 Sölde. 1622 wurden dort 6 Mannschaften genannt. 1630 verzeichnete Englmannsbrunn 2 Höfe, 3 Güter, 1 Sölde, 2 Inwohner. 1808 hatte die Ortschaft 6 Anwesen und ein Hüthaus.
1808 wurde die Verordnung über das allgemeine Steuerprovisorium erlassen. Mit ihr wurde das Steuerwesen in Bayern neu geordnet und es wurden Steuerdistrikte gebildet. Dabei kam Englmannsbrunn zum Steuerdistrikt Machtesberg. Der Steuerdistrikt Machtesberg bestand aus den Dörfern Machtesberg, Englmannsbrunn, Grub, Hochabrunn, Moosdorf und Prosdorf.
1820 wurden im Landgericht Waldmünchen Ruralgemeinden gebildet. Dabei wurde Englmannsbrunn Ruralgemeinde. Zur Ruralgemeinde Englmannsbrunn gehörte neben Englmannsbrunn mit 12 Familien das Dorf Hochabrunn mit 12 Familien. Bereits 1836 wurde geplant, Englmannsbrunn zusammen mit Hochabrunn nach Ast einzugemeinden. Dieser Plan wurde jedoch erst 1945 ausgeführt. 1972 wurde die Gemeinde Ast in die Stadt Waldmünchen eingegliedert.
Englmannsbrunn gehört zur Pfarrei Ast. 1997 hatte Englmannsbrunn 30 Katholiken.

## Einwohnerentwicklung ab 1820
| Jahr | Einwohner   | Gebäude |
| ---- | ----------- | ------- |
| 1820 | 12 Familien | k. A.   |
| 1838 | 54          | 7       |
| 1861 | 60          | 17      |
| 1871 | 50          | 27      |
| 1885 | 49          | 6       |
| 1900 | 44          | 7       |
| 1913 | 56          | 7       |

| Jahr | Einwohner | Gebäude |
| ---- | --------- | ------- |
| 1925 | 44        | 6       |
| 1950 | 36        | 6       |
| 1961 | 37        | 6       |
| 1970 | 30        | k. A.   |
| 1987 | 31        | 7       |
| 2011 | 28        | k. A.   |

## Tourismus
Englmannsbrunn liegt am Burgenweg-Oberpfalz, der hier mit dem Goldsteig zusammenfällt.